# McCall’s Ferry Bridge
Die McCall’s Ferry Bridge war eine Holzbrücke über den Susquehanna River zwischen dem York County und dem Lancaster County in Pennsylvania, USA.
Die von Theodore Burr entworfene und gebaute gedeckte Bogenbrücke hatte zwei Öffnungen, davon eine mit einer Stützweite von 109,73 m (360 ft) – die größte Stützweite aller je gebauten hölzernen Brücken weltweit.
Sie stand etwa einen Kilometer oberhalb des heutigen Holtwood Dam in seinem Staubereich. Von der Brücke ist heute nichts mehr zu sehen. Der meist breite und flache Susquehanna River war an dieser Stelle nur zwischen 106 m und, bei Hochwasser, 185 m breit, dafür aber bis zu 45 m tief. Ein Pfeiler konnte daher nur am Rand des Hochwasserbereichs gebaut werden.
Burr ließ die Hölzer im Herbst 1814 in seinem stromaufwärts gelegenen Sägewerk zuschneiden und zur Baustelle flößen, wo er sie zusammensetzen und die fertigen Träger (Burr Trusses) einschwimmen wollte. Ein früher Winter zwang ihn aber zu warten, bis der Eisgang sich zu einem tragfähigen Untergrund verdichtet hatte. Dann ließ er Bretter auf das Eis legen und einzelne Teile mit Flaschenzügen über das Eis in Position ziehen und zusammenbauen. Im Dezember 1815 konnte die Brücke benutzt werden. Im November 1817 waren auch das Dach, die Verkleidung und die Restarbeiten fertiggestellt und die Brücke konnte eröffnet werden. Schon im März 1818 riss ein erneuter Eisgang, angeblich der schlimmste Eisgang der bisherigen Geschichte, die Brücke vollständig weg.
Die Brücke wurde nicht mehr erneuert.